# Samsu
Samsu (kor. 삼수군, Samsu-gun) – powiat w Korei Północnej, w prowincji Ryanggang. W 2008 roku liczył 40 311 mieszkańców. Graniczy z powiatem Kimjŏngsuk od zachodu, P’ungsŏ od południa, z należącą do Chin prowincją Jilin od północy, a także z miastem Hyesan i powiatem Kapsan od wschodu.

## Historia
Przed wyzwoleniem Korei spod okupacji japońskiej powiat składał się z aż 81 miejscowości (kor. myŏn) oraz 221 wsi (kor. ri).  W obecnej formie powstał w wyniku gruntownej reformy podziału administracyjnego w grudniu 1952 roku. W jego skład weszły wówczas tereny należące wcześniej do miejscowości Samnam, Kŭmsu, Kwanhŭng (powiat Samsu), Hoin (15 wsi), a także należące do ówczesnego powiatu Hyesan wsie miejscowości Pyŏldong (6 wsi). Składał się wówczas z miasteczka (Samsu-ŭp) oraz 27 wsi. W skład prowincji Ryanggang wszedł w momencie jej powstania w październiku 1954 roku.

## Podział administracyjny powiatu
W skład powiatu wchodzą następujące jednostki administracyjne:
| Nazwa jednostki administracyjnej | Rodzaj jednostki administracyjnej | Chosŏn'gŭl   | Hancha       |
| -------------------------------- | --------------------------------- | ------------ | ------------ |
| Samsu-ŭp                         | miasteczko                        | 삼수읍       | 三水邑       |
| P'osŏng-rodongjagu               | dzielnica robotnicza              | 포성로동자구 | 堡城勞動者區 |
| Tongsu-ri                        | wieś                              | 동수리       | 東水里       |
| Pallyonggi-ri                    | wieś                              | 반룡기리     | 盤龍基里     |
| Jungp'yŏng-ri                    | wieś                              | 중평장리     | 仲坪場里     |
| Sin'yang-ri                      | wieś                              | 신양리       | 新陽里       |
| Wŏntong-ri                       | wieś                              | 원동리       | 院洞里       |
| Ch'ŏllam-ri                      | wieś                              | 천남리       | 川南里       |
| Kwandong-ri                      | wieś                              | 관동리       | 館洞里       |
| P'ungdŏk-ri                      | wieś                              | 풍덕리       | 豊德里       |
| Kwanhŭng-ri                      | wieś                              | 관흥리       | 館興里       |
| Kwansŏ-ri                        | wieś                              | 관서리       | 館西里       |
| Ch'ŏngsu-ri                      | wieś                              | 청수리       | 淸水里       |
| Kallyŏng-ri                      | wieś                              | 간령리       | 間嶺里       |
| Sinp'odong-ri                    | wieś                              | 심포동리     | 深浦洞里     |
| Iljabong-ri                      | wieś                              | 일자봉리     | 一字峰里     |
| Kaeunsŏng-ri                     | wieś                              | 개운성리     | 開雲城里     |
| Ryongbokdong-ri                  | wieś                              | 룡복동리     | 龍伏洞里     |
| Samgok-ri                        | wieś                              | 삼곡리       | 三谷里       |
| Ryŏngsŏng-ri                     | wieś                              | 령성리       | 嶺城里       |
| Sinjŏn-ri                        | wieś                              | 신전리       | 新田里       |
| Hwagol-ri                        | wieś                              | 회골리       | 회골리       |
| Kwanp'yŏng-ri                    | wieś                              | 관평리       | 館坪里       |
| Kwangsaeng-ri                    | wieś                              | 광생리       | 光生里       |
| Bŏnp'o-ri                        | wieś                              | 번포리       | 番浦里       |